# Kamillianer

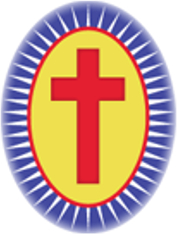
Kamilluskreuz

Die Kamillianer (lateinisch Ordo Clericorum Regularium Ministrantium Infirmis, Ordenskürzel MI, auch Ordo Sancti Camilli, Ordenskürzel OSCam) sind eine 1582 begründete und 1591 als religiöser Orden bestätigte Ordensgemeinschaft, die als Krankenpflegeorden innerhalb der römisch-katholischen Kirche besteht.

## Geschichte
Gegründet wurde die Ordensgemeinschaft im Jahr 1582 im Ospedale di San Giacomo degli Incurabili in Rom als Gemeinschaft von Krankenpflegern von dem Kapuziner Camillo de Lellis. Am 16. August 1585 starb Nernadino Noci, der erste Gefährte Camillos. Am 18. März 1586 wurde die Gründung als „Gesellschaft der Diener der Kranken“ unter Papst Sixtus V. kirchlich bestätigt. Am 29. Juni 1586 erteilte der Papst den Männern die Erlaubnis, ein rotes Kamilluskreuz als äußeres Zeichen der Gemeinschaft auf dem schwarzen Ordensgewand zu tragen. Der Ordensgründer hatte dieses Emblem bewusst ausgewählt, um durch ein auffallendes Zeichen als Helfer für die Pestkranken erkannt zu werden.
In Neapel entstand am 28. Oktober 1588 die erste Gründung des Ordens außerhalb Roms. Die erste große Herausforderung der Gemeinschaft war die Typhusepidemie, die im Jahr 1590 in Rom ausbrach. Auch bei Hungersnöten und der Pest holte man die „Kamillianer“ zu Hilfe. Da sie sich zum Dienst an Schwerkranken und Sterbenden verpflichtet hatten, wurden sie im Volksmund auch „Väter vom guten Tod“ genannt.
Papst Gregor XIV. war von der Arbeit der Priester tief beeindruckt. Er erhob die Gemeinschaft 1591 zum religiösen Orden mit den Rechten und Pflichten der Bettelorden und gab ihnen die Augustinusregel. Seither legen die Kamillianer bei ihrer endgültigen Aufnahme in den Orden vier Gelübde ab: Neben Gehorsam, Ehelosigkeit und Armut versprechen sie als Besonderheit im vierten Gelübde, den Kranken zu dienen, auch unter Einsatz ihres Lebens. Offiziell heißt der Orden auf Latein Ordo Clericorum Regularium Ministrantium Infirmis („Regularkleriker-Orden zum Dienst an den Kranken“) und wird mit MI oder dem früher verwendeten Ordenskürzel OSCam abgekürzt.
In Ferrara starb am 4. März 1603 Curtio Lodi, einer der ersten drei Gefährten, die sich der von Camillo gegründeten Gemeinschaft angeschlossen hatten. Am 4. August 1603 erfolgte die Gründung der Niederlassung der Krankendiener in Viterbo.
Am 2. Januar 1713 übertrug Papst Clemens XI. dem Kamillianerorden Kirche und Kloster zum hl. Johannes della Malva und die Krankenseelsorge für den Stadtbezirk Trastevere in Rom. 1742 wurde Kamillus von Lellis von Papst Benedikt XIV. selig- und am 29. Juni 1746 zusammen mit Fidelis von Sigmaringen heiliggesprochen.
Im Jahr 1859 erlebte der schweizerische Unternehmer Henry Dunant die Schlacht von Solferino, was den Anstoß zur Gründung des Internationalen Roten Kreuzes gab. Manchmal wird angenommen, Dunant könnte bei der Schlacht oder in anderem Zusammenhang in Italien auch den Einsatz von Kamillianern beobachtet und ihr auffälliges Ordensemblem könnte die Wahl des Schutzsymbols der internationalen Rot-Kreuz-Bewegung beeinflusst haben. Ausweislich der Ordenschronik folgten Kamillianer schon seit dem 17. Jahrhundert den Heeren im Krieg und versorgten Verwundete auf dem Schlachtfeld.
Am 5. Januar 1872 erreichten drei Kamillianer-Missionare aus der lombardisch-venezianischen Provinz al-Ubayyid im Türkisch-Ägyptischen Sudan und gründeten eine erste Missionsstation. 1882 gründeten der Generalprokurator des Kamillianerordens Luigi Tezza und Giuseppina Vannini die Gemeinschaft der „Töchter des heiligen Kamillus“ als weiblichen Zweig des Kamillianerordens.
Papst Leo XIII. erklärte am 22. Juni 1886 den hl. Kamillus von Lellis durch das Breve Dives in misericordia Deus gemeinsam mit dem hl. Johannes von Gott zum „Schutzpatron aller Kranken und Krankenhäuser“. Am 28. August 1930 erklärt Papst Pius XI. den hl. Kamillus durch das Breve Expedit plane gemeinsam mit dem hl. Johannes von Gott auch zum Schutzpatron der Pflegekräfte.
Am 27. Januar 1900 erfolgt der erste Spatenstich zum Bau des
Kamillushauses in Heidhausen bei Essen, der ersten Niederlassung des Kamillianerordens im Deutschen Kaiserreich.
Am 23. Februar 1911 starb Schwester Giuseppina Vannini, Mitgründerin des Ordens der Töchter des heiligen Kamillus.
Am 1. April 1946 reisten vier Priester und zwei Brüder aus der lombardisch-venezianischen Provinz als erste Kamillianer-Missionare nach China.
Das Internationale Institut für Theologie der Krankenpastoral Camillianum der Kamillianer wurde vom Heiligen Stuhl am 28. April 1987 approbiert und dem Teresianum zugeordnet.
Am 7. Mai 1995 erfolgte in Rom durch Papst Johannes Paul II. die Seligsprechung der Schwester Maria Domenica Brun Barbantini (1789–1868), Gründerin der „Krankendienerinnen vom heiligen Kamillus“, und am 4. Mai 1997 die Seligsprechung von Pater Enrico Rebuschini (1860–1938), des langjährigen Verwalters des Krankenhauses der Kamillianer in Cremona. Am 4. Januar 2001 wurde der frühere Generalprokurator des Kamillianerordens Luigi Tezza von Papst Johannes Paul II. seliggesprochen. Als erster Märtyrer des Kamillianerordens gilt der Peruaner Pedro Marieluz Garcés, der 1825 unter nicht völlig geklärten Umständen während des Südamerikanischen Unabhängigkeitskriegs erschossen wurde und als Blutzeuge des Beichtgeheimnisses geehrt wird.

## Liste von deutschsprachigen Kamillianerklöstern (Auswahl)
- Kamillianerkloster (Essen)
- Kloster und Krankenhaus Dahl, Mönchengladbach
- Kamillianerkloster (Neuss)
- Haus De Esch, Limburg
- Kloster Hilariberg, Tirol

## Leitung und Mitglieder
Generalsuperior der Kamillianer ist seit Mai 2022 Pedro Tramontin.
Der Orden hat 1.147 Mitglieder, von denen 670 Priester sind (Stand 2020). Die 175 Einrichtungen des Ordens widmen sich überwiegend der medizinischen Betreuung, aber auch der Ausbildung. So betreibt der Orden 17 Aus- und Fortbildungsinstitute im Gesundheitswesen und zwei Universitäten.